# Berlin-Marathon 1993
| 20. Berlin-Marathon    | 20. Berlin-Marathon         |
| ---------------------- | --------------------------- |
| Stadt                  | Berlin, Deutschland         |
| Datum                  | 26. September 1993          |
| Distanz                | 42,195 Kilometer            |
| Sieger                 |                             |
| Männer                 | Xolile Yawa (2:10:57 h)     |
| Frauen                 | Renata Kokowska (2:26:20 h) |
| ← Berlin-Marathon 1992 | Berlin-Marathon 1994 →      |
| Website                | Offizielle Website          |

Der Berlin-Marathon 1993 war die 20. Ausgabe der jährlich stattfindenden Laufveranstaltung in Berlin, Deutschland. Der Marathon fand am 26. September 1993 statt.
Bei den Männern gewann Xolile Yawa in 2:10:57 h, bei den Frauen Renata Kokowska in 2:26:20 h.

## Ergebnisse

### Männer
| Platz | Athlet           | Land       | Zeit (h) |
| ----- | ---------------- | ---------- | -------- |
| 01    | Xolile Yawa      | Südafrika  | 2:10:57  |
| 02    | Driss Dacha      | Marokko    | 2:11:43  |
| 03    | David Tsebe      | Südafrika  | 2:12:07  |
| 04    | Alfredo Shahanga | Tansania   | 2:12:24  |
| 05    | Karel David      | Tschechien | 2:12:29  |
| 06    | Andrzej Krzyścin | Polen      | 2:13:14  |
| 07    | Miroslaw Plawgo  | Polen      | 2:13:47  |
| 08    | Tendai Chimusasa | Simbabwe   | 2:14:23  |
| 09    | Gidamis Shahanga | Tansania   | 2:14:45  |
| 10    | Isaac Tshabalala | Südafrika  | 2:15:01  |

### Frauen
| Platz | Athletin             | Land        | Zeit (h) |
| ----- | -------------------- | ----------- | -------- |
| 01    | Renata Kokowska      | Polen       | 2:26:20  |
| 02    | Albertina Dias       | Portugal    | 2:26:49  |
| 03    | Małgorzata Sobańska  | Polen       | 2:29:21  |
| 04    | Tatjana Polowinskaja | Ukraine     | 2:29:29  |
| 05    | Laura Fogli          | Italien     | 2:31:16  |
| 06    | Emma Scaunich        | Italien     | 2:31:59  |
| 07    | Aurica Buia          | Rumänien    | 2:33:40  |
| 08    | Kirsi Mattila        | Finnland    | 2:33:49  |
| 09    | Cristina Costea      | Rumänien    | 2:36:32  |
| 10    | Sonja Krolik         | Deutschland | 2:38:02  |